# Gaertnerstraße 1

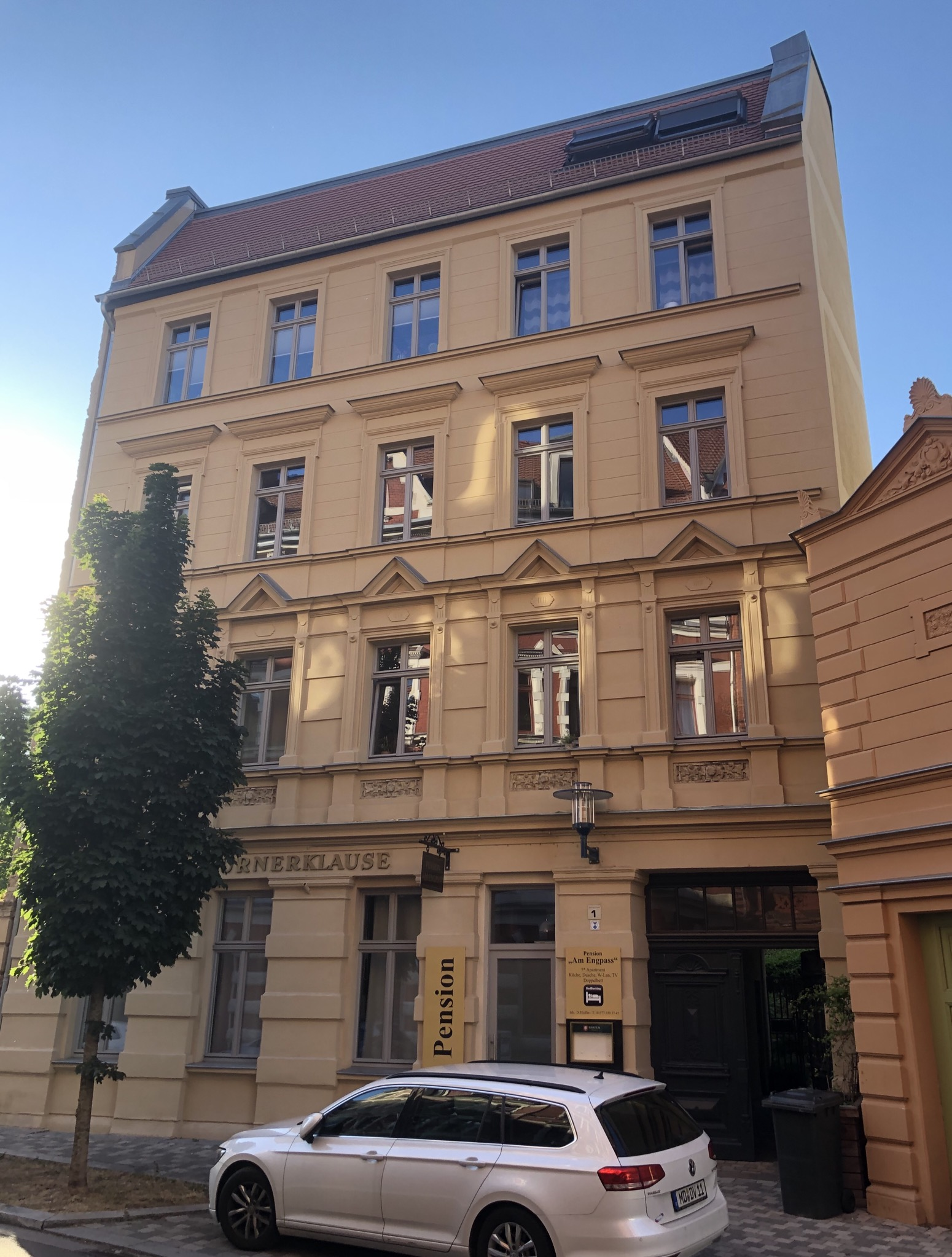
Gaertnerstraße 1c im Jahr 2020

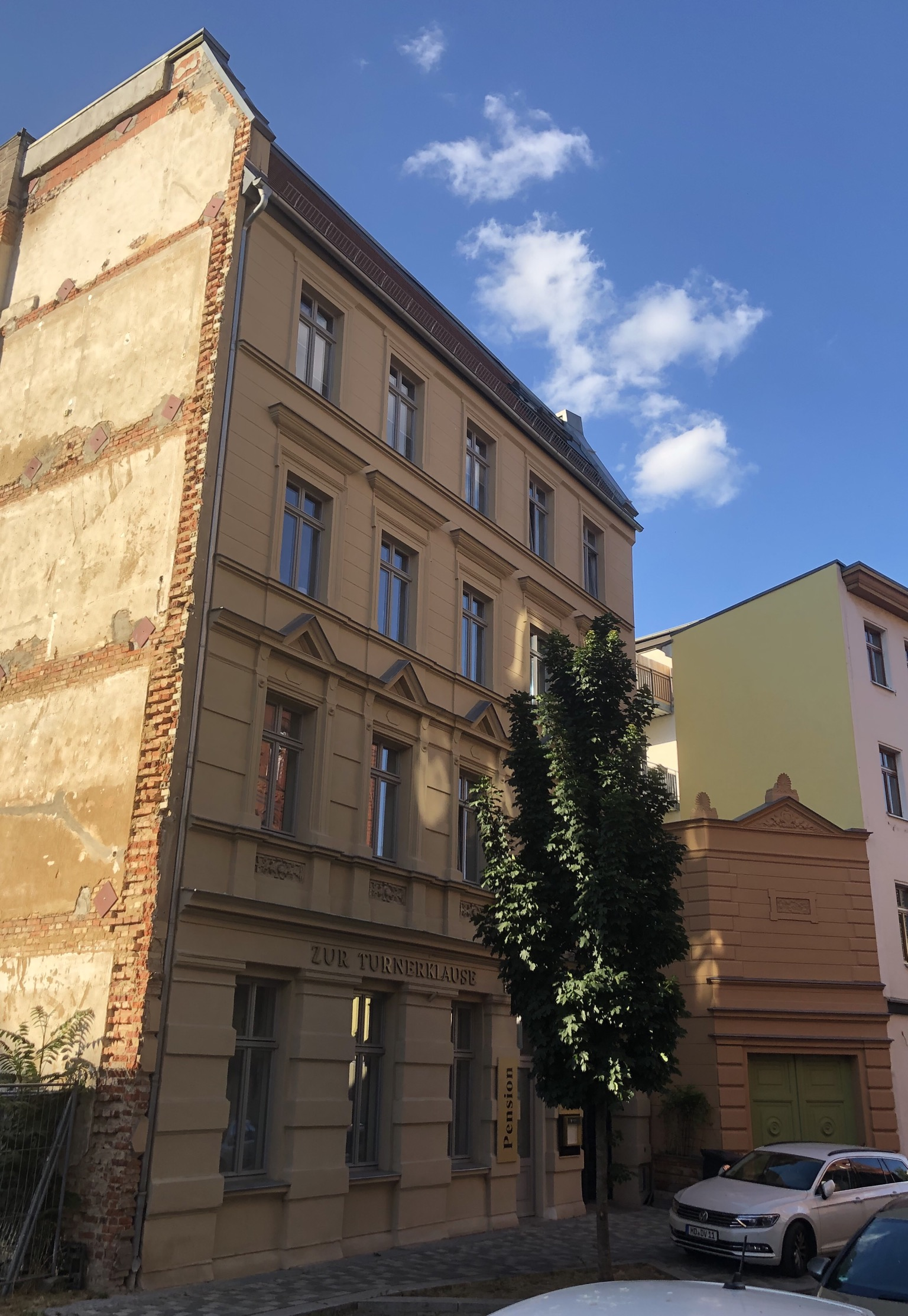
Blick von Westen

Das Gebäude Gaertnerstraße 1 ist ein denkmalgeschütztes Wohnhaus in Magdeburg in Sachsen-Anhalt.

## Lage
Es befindet sich im Magdeburger Stadtteil Buckau auf der Nordseite der Gaertnerstraße, nahe an deren östlichem Ende und der Einmündung in die Schönebecker Straße. Rechts des Gebäudes befindet sich eine gleichfalls denkmalgeschützte Toranlage, die zum Haus Schönebecker Straße 26 gehört.

## Architektur und Geschichte
Das viergeschossige Haus entstand im Jahr 1888. Es wurde vom Architekten Hugo Bahn für den Maurermeister Eduard Puhle errichtet. Die fünfachsige verputzte Fassade ist im Stil der Neorenaissance ausgeführt und durchgängig mit Putzbandrustika versehen. Am ersten Obergeschoss finden sich an Beschlagwerk erinnernde, zierende Stuckelemente. Die Fensterverdachungen sind in diesem Geschoss als Dreiecksgiebel gestaltet. Die Hauseingangstür ist in der äußersten rechten Achse angeordnet und besteht aus einer doppelflügeligen Tür.
Im örtlichen Denkmalverzeichnis ist das Wohnhaus unter der Erfassungsnummer 094 17815 als Baudenkmal verzeichnet.
Das Haus gilt als Teil des engen gründerzeitlichen Straßenzugs als städtebaulich bedeutsam. Außerdem ist es ein sozialgeschichtliches Dokument der einfachen bis mittleren Wohnverhältnisse der Bauzeit im Industrieort Buckau.